# Premi e riconoscimenti di Avril Lavigne
Nel corso della sua carriera, la cantautrice canadese Avril Lavigne ha ottenuto più di 400 candidature e si è aggiudicata oltre 200 premi.

## AG Canadian Hair Cosmetics Awards
- 2008 – Favorite Canadian Musician Hair[1]
- 2010 – Sexiest Hair on a Canadian Musician[2]

## AllMusic Year in Review Awards
- 2022 – Favorite Pop Albums per Love Sux[3]

## American Music Awards
- 2003 – Candidatura come Favorite Pop/Rock Female Artist[4]
- 2004 – Candidatura come Favorite Pop/Rock Female Artist[5]
- 2007 – Candidatura come Favorite Pop/Rock Female Artist[6]

## Amigo Awards
Gli Amigo Awards (1997-2007) erano noti anche come Premios Amigo.
- 2003 – Candidatura come Best International Artist (2002)[7]

## APRA Music Awards
- 2004 – Candidatura come Most Performed Foreign Work per I'm With You[8]

## ASCAP Film and Television Music Awards
- 2003 – Best Pop Song per Complicated[9]
- 2004 – Most Performed Song from a Motion Picture per I'm With You[9]

## ASCAP Pop Music Awards
- 2003 – Most Performed Song per Complicated[10]
- 2004 – Most Performed Song per Complicated[11]
- 2004 – Most Performed Song per I'm With You[11]
- 2006 – Most Performed Song per Breakaway[12]
- 2006 – Most Performed Song per My Happy Ending[12]
- 2008 – Most Performed Song per Girlfriend[13]

## Billboard Japan Music Awards
- 2010 – Candidatura come Adult Contemporary of the Year per Alice[14]
- 2011 – Candidatura come Top Pop Artist of the Year[15]
- 2011 – Hot 100 Airplay of the Year per What the Hell[16]

## Billboard Music Awards
- 2002 – Best Album per Let Go[9]
- 2002 – Candidatura come Top Female Artist of the Year[17]
- 2002 – Candidatura come Top New Pop Artist of the Year[17]
- 2002 – Candidatura come Top 40 Track of the Year per Complicated[17]
- 2003 – Candidatura come Mainstream Top 40 Single of the Year per I'm with You[18]

## Billboard Mid-Year Music Awards
- 2013 – Candidatura come Best Music Video per Here's to Never Growing Up[19]

## Best Fuse
- 2007 – Candidatura come Best Fuse of 2007[9]

## BMI Awards
- 2003 – Best Pop Song per Complicated[9]
- 2004 – Best Pop Song per I'm With You[9]
- 2006 – Best Pop Song per My Happy Ending[9]
- 2009 – Best Pop Song per When You're Gone[9]

## Brasil Music Awards
- 2002 – Best Artist[9]
- 2003 – Best Album per Let Go[9]

## Bravo Otto
- 2002 – Female Singer (Silver)[20]
- 2002 – Shooting Star Solo (Gold)[20]

## Brit Awards
- 2003 – Candidatura come Best International Female Solo Artist[9][21]
- 2003 – Candidatura come Best International Breakthrough Artist[9][21]
- 2003 – Candidatura come Fan Choice Award[9]
- 2005 – Candidatura come Best Pop Act[22]
- 2005 – Candidatura come Fan Choice Award[9]

## Canadian Music & Broadcast Industry Awards
- 2003 – Canadian Talent Development Story of the Year[23]

## Canadian Radio Music Awards
- 2003 – Best New Rock/Alternative Solo per Losing Grip[24]
- 2003 – Best New CHR Solo per Complicated[24]
- 2003 – Best New Solo Mainstream AC / Hot AC per Complicated[24]
- 2003 – Candidatura come Chart Topper Award[24]
- 2003 – Candidatura come Fan Choice Award[24]
- 2004 – Fan Choice Award[9]
- 2005 – Fan Choice Award[9]
- 2008 – Candidatura come Fan Choice Award[9]

## Capricho Awards
- 2004 – International Song per My Happy Ending[25]
- 2004 – International Singer[25]
- 2004 – Most Stylish International[25]
- 2007 – Candidatura come International Singer[26]
- 2008 – Most Stylish International[27]
- 2008 – Candidatura come Best Video at YouTube per Girlfriend[27]
- 2011 – Best Live Concert per The Black Star Tour[28]
- 2011 – International Singer[28]
- 2011 – Most Stylish International[28]
- 2012 – Candidatura come Notice of the Year[29]
- 2014 – Candidatura come Meme of the Year[30]

## CEW Beauty Awards
- 2010 – Women's Scent Mass per Black Star[31]

## Channel V Thailand Music Video Awards
- 2003 – Popular International Music Video by a New Artist per Complicated[32]
- 2005 – Candidatura come Popular International Female Artist[33]

## ChartAttack.com
- 2005 – The Throw Your Underwear Female - Most Sexiest Canadian[9]
- 2005 – Best Haircut[9]
- 2005 – Best Breaking Mirror in a Video per Don't Tell Me[9]
- 2005 – Candidatura come Best Video per Don't Tell Me[9]
- 2005 – Candidatura come Most Absurd in a Video per Don't Tell Me[9]
- 2007 – The Throw Your Underwear Female - Most Sexiest Canadian[9]
- 2007 – Candidatura come The Lord Mullet Of Stanley Award[9]
- 2007 – Candidatura come The Blissful Noise Award per Girlfriend[9]
- 2007 – Candidatura come The Thank You Much-Ly Award per Girlfriend[9]
- 2007 – Candidatura come Best Video per Hot[9]
- 2009 – The Throw Your Underwear Female - Most Sexiest Canadian[9]
- 2009 – Best Haircut[9]
- 2009 – Stinky Happenings In Music This Year[9]
- 2009 – Candidatura come Sweet Happenings In Music This Year[9]
- 2010 – The Throw Your Underwear Female - Most Sexiest Canadian[9]
- 2010 – Candidatura come Best Haircut[9]
- 2010 – Best Song per Alice[9]

## CMW Music Industry Awards
- 2003 – Canadian Talent Development Story of the Year[9]

## Comet Music Awards
- 2003 – Candidatura come Newcomer International[34]
- 2004 – Act International[35]

## Common Sense Media Awards
- 2004 – Best Musician[9]

## Danish Music Awards
- 2003 – Best International Artist[9]

## Dome Awards
- 2009 – Candidatura come Best Singer 2009[9]

## Echo Music Awards
- 2003 – International Newcomer of the Year[36]
- 2004 – Candidatura come Best International Rock/Pop Female Artist[37]
- 2005 – Candidatura come Best International Rock/Pop Female Artist[37]
- 2008 – Candidatura come Best International Rock/Pop Female Artist[37]

## Edison Music Awards
- 2003 – Best International New Artist/Group[38]

## FiFi Awards
- 2010 – Candidatura come Fragrance of the Year-Women's Popular Appeal per Black Star[39]
- 2010 – Candidatura come Best Packaging of the Year-Women's Popular Appeal per Black Star[39]
- 2011 – Candidatura come Best Fragrance of the Year-Broad Appeal per Forbidden Rose[40]
- 2011 – Candidatura come Best Packaging of the Year-Broad Appeal per Forbidden Rose[40]

## Flecking Awards
I Flecking Awards sono noti anche come The Flecking Awards.
- 2011 – Candidatura come Best Video per What The Hell[41]

## GAFFA Awards (Danimarca)
- 2002 – Candidatura come Best Foreign Female Act[42]
- 2002 – Best Foreign New Act[42]
- 2020 – Candidatura come Best International Album per Head Above Water[43]
- 2020 – Candidatura come Best International Solo Artist[43]

## Galgalatz Awards
- 2007 – Artist of the Year[9]

## Glamour Awards
- 2007 – Candidatura come International Solo Artist of the Year[44]

## Gold Derby Music Awards
- 2023 – Candidatura come Best Rock/Alternative Artist[45]

## Grammy Awards
- 2003 – Candidatura come Best New Artist[46]
- 2003 – Candidatura come Best Pop Vocal Album per Let Go[46]
- 2003 – Candidatura come Song of the Year per Complicated[46]
- 2003 – Candidatura come Best Female Pop Vocal Performance per Complicated[46]
- 2003 – Candidatura come Best Female Rock Vocal Performance per Sk8er Boi[46]
- 2004 – Candidatura come Song of the Year per I'm with You[47]
- 2004 – Candidatura come Best Female Pop Vocal Performance per I'm with You[47]
- 2004 – Candidatura come Best Female Rock Vocal Performance per Losing Grip[47]

## Guinness World Records
- 2002 – Youngest female at No.1 on UK albums chart[48]
- 2017 – Most "dangerous" search results for a celebrity[49]

## Hollywood Walk of Fame
- 2022 – Star on the Hollywood Walk of Fame[50]

## Hong Kong Top Sales Music Awards
Gli Hong Kong Top Sales Music Awards sono noti anche come Gold Disc Award Hong Kong.
- 2003 – Top Ten Best Selling Foreign Albums per Let Go[51]
- 2004 – Top Ten Best Selling Foreign Albums per Under My Skin[51]
- 2007 – Top Ten Best Selling Foreign Albums per The Best Damn Thing[51]

## Huading Awards
- 2013 – Best Global Singer[52]

## Hungarian Music Awards
- 2003 – Candidatura come Foreign Rock Album of the Year per Let Go[53]
- 2005 – Candidatura come Foreign Modern Rock Album of the Year per Under My Skin[54]

## IFPI Platinum Europe Awards
- 2003 – Premio 2xPlatinum per Let Go[55]
- 2004 – Premio Platinum per Under My Skin[55]
- 2007 – Premio Platinum per The Best Damn Thing[56]

## iHeartRadio MMVAs (Much Music Video Awards)
- 2003 – Best International Video by a Canadian per Sk8er Boi[57]
- 2003 – People's Choice: Favourite Canadian Artist per Sk8er Boi[57]
- 2004 – Best International Video by a Canadian per Don't Tell Me[58]
- 2004 – People's Choice: Favourite Canadian Artist per Don't Tell Me[58]
- 2005 – Candidatura come People's Choice: Favourite Canadian Artist per My Happy Ending[59]
- 2007 – Best International Video by a Canadian per Girlfriend[60]
- 2007 – People's Choice: Favourite Canadian Artist per Girlfriend[60]
- 2008 – Candidatura come MuchMusic.com Most Watched Video per Girlfriend[61]
- 2008 – UR Fave: Artist[61]
- 2010 – Candidatura come International Video of the Year by a Canadian per Alice[62]
- 2010 – Candidatura come UR Fave: Video per Alice[62]
- 2011 – Candidatura come International Video of the Year by a Canadian per What the Hell[63]
- 2011 – Candidatura come UR Fave: Video per What the Hell[63]
- 2012 – Candidatura come International Video of the Year by a Canadian per Smile[64]
- 2013 – International Video of the Year by a Canadian per Here's to Never Growing Up[65]
- 2014 – Candidatura come International Video of the Year by a Canadian per Rock n Roll[66]
- 2014 – Candidatura come Your Fave Artist/Group[66]

## Ivor Novello Awards
- 2003 – International Hit of the Year per Complicated[67]

## Japan Gold Disc Awards
I Japan Gold Disc Awards (日本ゴールドディスク大賞) sono noti anche come Japan's Golden Disc Awards.
- 2003 – (International) Artist of the Year[68]
- 2003 – New Artist of the Year[68]
- 2003 – Rock&Pop Album of the Year per Let Go[68]
- 2005 – Rock&Pop Album of the Year per Under My Skin[68]
- 2006 – Music Video of the Year per Live at Budokan: Bonez Tour[68]
- 2008 – Artist of the Year[68]
- 2008 – Album of the Year per The Best Damn Thing[68]
- 2008 – Best 3 Albums per The Best Damn Thing[68]
- 2008 – Mastertone of the Year per Girlfriend[68]
- 2008 – Single Track of the Year (Mobile) per Girlfriend[68]
- 2012 – Best 3 Albums per Goodbye Lullaby[68]
- 2020 – Best 3 Albums per Head Above Water[69]
- 2023 – Best 3 Albums per Love Sux[70]

## Juno Awards
- 2003 – New Artist of the Year[71]
- 2003 – Candidatura come Songwriter of the Year[71]
- 2003 – Candidatura come Juno Fan Choice Award[71]
- 2003 – Album of the Year per Let Go[71]
- 2003 – Pop Album of the Year per Let Go[71]
- 2003 – Single of the Year per Complicated[71]
- 2004 – Candidatura come Juno Fan Choice Award[71]
- 2004 – Candidatura come Music DVD of the Year per My World[71]
- 2005 – Artist of the Year[71]
- 2005 – Candidatura come Songwriter of the Year[71]
- 2005 – Juno Fan Choice Award[71]
- 2005 – Candidatura come Album of the Year per Under My Skin[71]
- 2005 – Pop Album of the Year per Under My Skin[71]
- 2008 – Candidatura come Artist of the Year[71]
- 2008 – Candidatura come Songwriter of the Year[71]
- 2008 – Candidatura come Juno Fan Choice Award[71]
- 2008 – Candidatura come Album of the Year per The Best Damn Thing[71]
- 2008 – Candidatura come Single of the Year per Girlfriend[71]
- 2011 – Single of the Year per Young Artists for Haiti: Waving Flag[72]
- 2012 – Candidatura come Juno Fan Choice Award[71]
- 2012 – Candidatura come Album of the Year per Goodbye Lullaby[71]
- 2012 – Candidatura come Pop Album of the Year per Goodbye Lullaby[71]
- 2014 – Candidatura come Juno Fan Choice Award[73]
- 2015 – Candidatura come Pop Album of the Year per Avril Lavigne[74]
- 2019 – Juno Fan Choice Award[75]
- 2020 – Juno Fan Choice Award[76]
- 2020 – Candidatura come Pop Album of the Year per Head Above Water[76]
- 2023 – Candidatura come Artist of the Year[77]
- 2023 – Juno Fan Choice Award[77]
- 2023 – Candidatura come Album of the Year per Love Sux[77]
- 2023 – Candidatura come Pop Album of the Year per Love Sux[77]
- 2023 – Candidatura come Single of the Year per Bite Me[77]

## KKBox Music Awards
- 2014 – 2013 Best Western Artist[78]

## Los Premios MTV Latinoamérica
- 2002 – Best New Artist — International[79]
- 2002 – Candidatura come Best Pop Artist — International[79]
- 2003 – Best Pop Artist — International[80]
- 2004 – Best Pop Artist — International[81]
- 2007 – Best Pop Artist — International[82]
- 2007 – Song of the Year per Girlfriend[82]

## Lunas del Auditorio
- 2003 – Candidatura come Pop in Foreign Language[83]
- 2006 – Candidatura come Pop in Foreign Language[84]
- 2008 – Candidatura come Pop in Foreign Language[85]
- 2014 – Candidatura come Pop in Foreign Language[86]

## Meteor Music Awards
- 2003 – Best International Female[87]

## Meus Prêmios Nick
- 2003 – Favorite International Artist[88]
- 2005 – Favorite International Artist[89]

## MTV.com
- 2015 – Best Superhero-themed Music Video of all-time per Rock N Roll

## MTV.it
- 2015 – MTV Album Clash[90]
- 2016 – Candidatura come MTV Digital Days-International Digital Army[91]

## MTV Asia Awards
- 2003 – Favorite Female Artist[92]
- 2003 – Favorite Breakthrough Artist[92]
- 2003 – The Style Award[92]
- 2005 – Favorite Female Artist[93]
- 2008 – Candidatura come Favorite International Artist in Asia[94]
- 2008 – Candidatura come Best Hook-up per Girlfriend Remix (feat. Lil Mama)[94]

## MTV Europe Music Award
- 2002 – Candidatura come Best New Act[95]
- 2004 – Candidatura come Best Female[96]
- 2004 – Candidatura come Best Pop[96]
- 2007 – Best Solo[97]
- 2007 – Candidatura come Best Album[97]
- 2007 – Most Addictive Track[97]
- 2014 – Candidatura come Best Canadian Act
- 2019 – Candidatura come Best Canadian Act[98]
- 2022 – Candidatura come Best Canadian Act[99]

## MTV Fan Music Awards
- 2011 – Candidatura come Best American Artist[100]
- 2011 – Candidatura come Best Fashion[100]
- 2011 – Candidatura come Album of the Year per Goodbye Lullaby[100]
- 2011 – Song of the Year per What The Hell[100]
- 2011 – Best Movie Song per Alice[100]

## MTV Italian Music Awards
Gli MTV Italian Music Awards, assegnati dal 2013 al 2017, erano noti come TRL Awards o MTV Total Request Live Awards dal 2006 al 2012.
- 2006 – First Lady[101]
- 2008 – First Lady[102]
- 2008 – Candidatura come Best Number One of the Year per Girlfriend[102]
- 2010 – Candidatura come Best International Act[103]
- 2010 – Candidatura come My TRL Best Video per Alice[103]
- 2011 – Candidatura come Wonder Woman Award[104]
- 2011 – Best Look[104]
- 2012 – Candidatura come Best Fan per i Little Black Stars[105]
- 2012 – Candidatura come Best Look[105]
- 2014 – Candidatura come Artist Saga[106]
- 2015 – Candidatura come Artist Saga[107]
- 2015 – Best Fan per i Little Black Stars[107]
- 2016 – Candidatura come Artist Saga[108]
- 2016 – MTV Awards Star[108]
- 2017 – Candidatura come Artist Saga[109]

## MTV Russia Music Awards
- 2007 – Best International Act[110]

## MTV Video Music Awards
- 2002 – Best New Artist in a Video per Complicated[111]
- 2003 – Candidatura come Best Female Video per I'm With You[112]
- 2003 – Candidatura come Best Pop Video per Sk8er Boi[112]
- 2004 – Candidatura come Best Pop Video per Don't Tell Me[113]
- 2007 – Candidatura come Monster Single of the Year per Girlfriend[114]
- 2022 – Candidatura come Best Alternative per Grow (feat. Willow Smith)[115]
- 2022 – Candidatura come Best Alternative per Love It When You Hate Me (feat. Blackbear)[115]

## MTV Video Music Awards Brasil (VMBs)
Gli MTV Video Music Awards Brasil sono noti anche come MTV Video Music Awards Brazil.
- 2003 – Candidatura come Best International Video per Complicated[116]
- 2004 – Candidatura come Best International Video per Don't Tell Me[117]
- 2005 – Candidatura come Best International Video per He Wasn't[118]

## MTV Video Music Awards Japan
- 2003 – Candidatura come Album of the Year per Let Go[119]
- 2003 – Candidatura come Video of the Year per Complicated[119]
- 2003 – Candidatura come Best Female Video per Complicated[119]
- 2003 – Best New Artist per Complicated[119]
- 2005 – Candidatura come Best Female Video per My Happy Ending[120]
- 2008 – Candidatura come Album of the Year per The Best Damn Thing[121]
- 2008 – Best Pop Video per Girlfriend[121]
- 2008 – Candidatura come Best Karaokee! Song per Girlfriend[121]
- 2011 – Candidatura come Best Karaokee! Song per Alice[122]
- 2011 – Best Video From a Film per Alice[122]
- 2014 – Candidatura come Best Karaokee! Song per Rock n Roll[123]

## MTV Video Play Awards
- 2007 – Most Played Music Video of the Year (Platinum) per Girlfriend[124]
- 2011 – Most Played Music Video of the Year (Platinum) per What the Hell[125]

## Music Society Awards
I Music Society Awards erano noti anche come Annual Music Society Awards.
- 2016 – Candidatura come Best Original Song per Give You What You Like[126]

## Myx Music Awards
Gli Myx Music Awards sono noti anche come MYX Philippines Music Awards.
- 2008 – Candidatura come Favorite International Video per Girlfriend[127]

## National Music Publisher's Association Awards (NMPA)
Il premio è assegnato agli autori delle canzoni. Di conseguenza, è inclusa la canzone Cheers (Drink To That) di Rihanna, perché Avril Lavigne riceve il premio in quanto autrice del brano.
- 28 febbraio 2008 – Platinum per Keep Holding On
- 28 febbraio 2008 – Multi-Platinum (2) per Girlfriend
- 7 maggio 2008 – Gold per When You're Gone
- 15 gennaio 2012 – Platinum per Cheers (Drink To That) (di Rihanna)
- 7 ottobre 2013 – Platinum per Here's to Never Growing Up
- 20 agosto 2019 – Gold per Head Above Water
- 30 settembre 2021 – Platinum per Head Above Water
- 30 giugno 2022 – Multi-Platinum (2) per Sk8er Boi
- 30 giugno 2022 – Multi-Platinum (3) per Complicated
- 30 giugno 2022 – Platinum per I'm With You

## Nickelodeon Australian Kids' Choice Awards
- 2007 – Candidatura come Fave Song per Girlfriend[130]

## Nickelodeon Kids' Choice Awards (USA)
- 2003 – Favorite Song per Sk8er Boi[131]
- 2005 – Favorite Female Singer[132]
- 2008 – Favorite Song per Girlfriend[133]

## Nickelodeon Kids' Choice Awards (Italia)
- 2007 – Candidatura come Best International Artist/Band[134]
- 2008 – Best Female Singer[135]

## Nickelodeon Mexico Kids' Choice Awards
- 2003 – Favorite International Band/Solo[136]
- 2010 – Candidatura come Favorite Song per Alice[137]

## Nickelodeon UK Kids' Choice Awards
- 2007 – Candidatura come Best Female Singer[138]
- 2007 – MTV Hits Best Music Video per Girlfriend[138]

## NME Awards
Gli NME Awards sono noti anche come NME Carling Awards.
- 2003 – Candidatura come Best Solo Artist[139]
- 2003 – Most Sexiest Woman[139]

## NRJ Music Awards
- 2004 – Candidatura come International Breakthrough of the Year[140]
- 2005 – International Female Artist of the Year[141]
- 2008 – International Female Artist of the Year[142]

## Official Charts Company Specialist Awards (OCC UK)
I premi sono assegnati dalla Official UK Chart ai progetti che raggiungono la prima posizione settimanale in una classifica.
- 2003 – #1 Official Albums Chart per Let Go
- 2003 – #1 Official Scottish Albums Chart per Let Go
- 2003 – #1 Official Physical Albums Chart per Let Go
- 2004 – #1 Official Albums Chart per Under My Skin
- 2004 – #1 Official Physical Albums Chart per Under My Skin
- 2007 – #1 Official Albums Chart per The Best Damn Thing
- 2007 – #1 Official Scottish Albums Chart per The Best Damn Thing
- 2007 – #1 Official Physical Albums Chart per The Best Damn Thing
- 2007 – #1 Official Singles Downloads Chart per Girlfriend
- 2019 – #1 Official Independent Albums Chart per Head Above Water

## People's Choice Awards
- 2005 – Candidatura come Favorite Female Musical Performer[144]

## Paja Awards
- 2007 – Favorite Female Singer[9]
- 2007 – Single of the Year per When You're Gone[9]
- 2007 – Candidatura come Album of the Year per The Best Damn Thing[9]

## Planeta Awards
- 2007 – Singer of the Year[145]
- 2007 – Candidatura come Pop/Hip Hop Song of the Year per Girlfriend[145]
- 2007 – Ballad of the Year per When You're Gone[145]
- 2007 – Candidatura come Best Female Vocal Performance per When You're Gone[145]

## Pop Ladies MTV Germany
- 2007 – Candidatura come Pop Lady of 2007[9]

## Popstars Awards
- 2008 – Candidatura come Best Female Artist[9]
- 2008 – Candidatura come Best Video per Girlfriend[9]

## Premios Oye!
- 2003 – Main English Breakthrough of the Year[146]
- 2003 – Main English Female Record per Let Go[146]
- 2004 – Main English Record of the Year per Under My Skin[147]
- 2007 – Candidatura come Main English Record of the Year per The Best Damn Thing[148]
- 2007 – Candidatura come Main English Song of the Year per Girlfriend[148]

## PortalMix.com
- 2007 – International Album of the Year per The Best Damn Thing[149]

## Radio Disney Music Awards
- 2002 – Best Female Artist[150]
- 2002 – Best Album per Let Go[150]
- 2002 – Best Song per Complicated[150]
- 2002 – Best Homework Song per Complicated[150]
- 2003 – Candidatura come Best Female Artist[151]
- 2003 – Best Song to Air Guitar per Sk8er Boi[151]
- 2003 – Candidatura come Best Video That Rocks per Sk8er Boi[151]
- 2003 – Candidatura come Best Song That Makes You Turn Up the Radio per I'm With You[151]
- 2004 – Candidatura come Best Female Artist[152]
- 2004 – Candidatura come Best Song per Don't Tell Me[152]
- 2004 – Best Song to Air Guitar per My Happy Ending[152]
- 2007 – Candidatura come Best Female Artist[153]
- 2007 – Candidatura come Best Top 40 Artist[153]
- 2007 – Candidatura come Most Talked About Artist[153]
- 2007 – Candidatura come Best Song per Girlfriend[153]
- 2007 – Best Song to Dance per Girlfriend[153]
- 2007 – Candidatura come Best Song to Sing to an Ex per Girlfriend[153]
- 2007 – Candidatura come Best Video That Rocks per Girlfriend[153]
- 2014 – Candidatura come Best Song to Rock Out to With Your BFF per Here's To Never Growing Up[154]
- 2019 – Shero Award[155]

## Radio Music Awards
- 2003 – Candidatura come Song of the Year/Top 40 Radio per I'm with You[156]
- 2003 – Candidatura come Song of the Year/Modern Adult Contemporary Radio per I'm with You[156]
- 2003 – Song of the Year/Modern Adult Contemporary Radio per Complicated[156]
- 2003 – Candidatura come Artist of the Year/Modern Adult Contemporary Radio[156]
- 2003 – Candidatura come Artist of the Year/Top 40 Radio[156]
- 2005 – Candidatura come Artist of the Year/Adult Hit Radio[157]

## RTHK International Pop Poll Awards
- 2005 – Top Female Artist (Gold)[158]
- 2005 – The Best Selling English Album per Under My Skin[158]
- 2005 – Super Gold Song per Don't Tell Me[158]
- 2005 – Top Ten International Gold Songs per Don't Tell Me[158]
- 2008 – Top Ten International Gold Songs per Girlfriend[159]
- 2014 – The Best Selling English Album per Avril Lavigne[160]

## Satellite Award
- 2010 – Candidatura come Best Original Song per Alice[161]

## SOCAN Awards
- 2003 – International Achievement per Complicated[162]
- 2003 – Pop/Rock Music Award per Complicated[162]
- 2003 – Pop/Rock Music Award per Sk8er Boi[163]
- 2004 – Pop/Rock Music Award per I'm With You[164]
- 2006 – Pop/Rock Music Award per Breakaway[164]
- 2008 – SOCAN Salutes per Girlfriend[164]
- 2008 – Pop/Rock Music Award per Girlfriend[164]
- 2008 – Pop/Rock Music Award per Keep Holding On[164]
- 2008 – Pop/Rock Music Award per When You're Gone[164]

## Spike Guys Choice Awards
- 2008 – Candidatura come Sexiest Siren[165]

## Spotify Billion Streams Plaque
- 2025 – Complicated[166]

## Teen Choice Awards
- 2003 – Candidatura come Choice Music: Female Artist[167]
- 2003 – Candidatura come Choice Female Fashion Icon[167]
- 2003 – Candidatura come Choice Music: Album per Let Go[167]
- 2003 – Choice Music: Single per Sk8er Boi[167]
- 2003 – Candidatura come Choice Music: Love Song per I'm With You[167]
- 2004 – Choice Music: Female Artist[168]
- 2004 – Candidatura come Choice Music: Tour[168]
- 2004 – Candidatura come Choice Female Fashion Icon[168]
- 2005 – Candidatura come Choice Music: Female Artist[169]
- 2007 – Candidatura come Choice Summer Music Star[170]
- 2007 – Choice Music: Single per Girlfriend[170]

## TMF Awards (Belgio)
- 2002 – Best Clip: International per Complicated[171]
- 2002 – Most Promising: International[171]
- 2007 – Candidatura come Best Female: International[172]
- 2008 – Candidatura come Best Female: International[173]
- 2008 – Candidatura come Best Pop: International[173]

## TMF Awards (Paesi Bassi)
- 2003 – Best Rock: International[171]

## Tokio Hot 100 Awards
Il premio è noto anche come J-Wave Awards o McDonald's Tokio Hot 100 Awards.
- 2002 – Best New Artist[174]
- 2004 – Song of the Year per Don't Tell Me[174]

## Top 50 Music Awards
- 2019 (10ª) – Candidatura come Global Icon[175]
- 2024 (14ª) – Icono Global[176]
- 2024 – Candidatura come Mejor colaboración per I'm A Mess[177]
- 2025 (15ª) – Candidatura come Mejor Gira per il Greatest Hits Tour[178]

## Total Request Live Awards
- 2003 – Candidatura come First Lady[179]

## V Chart Awards
- 2014 – Favorite Artist of the Year - Western[180]
- 2014 – Top Female Artist - Western[180]
- 2016 – Favorite Artist of the Year - Western[181]

## Vevo Certified
16 video di Avril Lavigne hanno ottenuto il premio Vevo Certified.
- 2009 – Girlfriend
  - Pubblicazione su Vevo: 02/10/2009
  - Prima certificazione: 03/12/2009
  - Seconda certificazione: 30/04/2013
  - Terza certificazione: 29/11/2015
  - Quarta certificazione: 15/09/2017
  - Quinta certificazione: 14/05/2020
  - Sesta certificazione: 11/08/2022
- 2012 – What the Hell
  - Pubblicazione su Vevo: 21/01/2011
  - Prima certificazione: 25/01/2012
  - Seconda certificazione: 03/11/2014
  - Terza certificazione: 01/12/2017
- 2012 – When You're Gone
  - Pubblicazione su Vevo: 02/10/2009
  - Prima certificazione: 23/04/2012
  - Seconda certificazione: 13/01/2015
  - Terza certificazione: 02/05/2017
  - Quarta certificazione: 28/10/2019
  - Quinta certificazione: 04/01/2023
- 2012 – Wish You Were Here
  - Pubblicazione su Vevo: 08/09/2011
  - Prima certificazione: 22/05/2012
  - Seconda certificazione: 15/10/2014
  - Terza certificazione: 23/07/2017
  - Quarta certificazione: 23/12/2020
  - Quinta certificazione: 12/05/2024
- 2014 – Smile
  - Pubblicazione su Vevo: 18/05/2011
  - Prima certificazione: 06/11/2014
  - Seconda certificazione: 13/10/2019
- 2015 – Here's to Never Growing Up
  - Pubblicazione su Vevo: 09/05/2013
  - Prima certificazione: 08/04/2015
  - Seconda certificazione: 11/02/2022
- 2015 – Hello Kitty
  - Pubblicazione su Vevo: 24/04/2014
  - Prima certificazione: 02/12/2015
  - Seconda certificazione: 01/07/2023
- 2016 – Complicated
  - Pubblicazione su Vevo: 24/02/2010
  - Prima certificazione: 07/01/2016
  - Seconda certificazione: 11/01/2018
  - Terza certificazione: 22/07/2019
  - Quarta certificazione: 01/01/2021
  - Quinta certificazione: 23/04/2022
  - Sesta certificazione: 09/06/2023
  - Settima certificazione: 28/07/2024
- 2016 – Hot
  - Pubblicazione su Vevo: 02/10/2009
  - Prima certificazione: 07/04/2016
- 2016 – Let Me Go
  - Pubblicazione su Vevo: 15/10/2013
  - Prima certificazione: 29/01/2016
  - Seconda certificazione: 25/05/2021
- 2016 – My Happy Ending
  - Pubblicazione su Vevo: 09/03/2010
  - Prima certificazione: 15/02/2016
  - Seconda certificazione: 07/12/2020
- 2016 – Sk8er Boi
  - Pubblicazione su Vevo: 09/03/2010
  - Prima certificazione: 23/04/2016
  - Seconda certificazione: 12/05/2021
- 2017 – I'm With You
  - Pubblicazione su Vevo: 10/03/2010
  - Prima certificazione: 29/05/2017
  - Seconda certificazione: 16/05/2021
- 2020 – Rock n Roll
  - Pubblicazione su Vevo: 20/08/2013
  - Prima certificazione: 17/03/2020
- 2020 – Head Above Water
  - Pubblicazione su Vevo: 27/09/2018
  - Prima certificazione: 30/07/2020
- 2020 – Nobody's Home
  - Pubblicazione su Vevo: 10/03/2010
  - Prima certificazione: 29/10/2020

## VH1 Big Awards
- 2002 – Candidatura come Lolita Ford[182]
- 2002 – Candidatura come Can't Get You Out of My Head per Complicated[182]

## Virgin Media Music Awards
- 2007 – Best International Act[183]
- 2007 – Candidatura come Best International Female Artist[9]
- 2007 – Candidatura come Best Track per Girlfriend[183]

## World Music Awards
- 2002 – World's Best Canadian Pop/Rock Artist[184]
- 2003 – World's Best Canadian Artist[185]
- 2004 – World's Best Pop/Rock Artist[186]
- 2004 – World's Best-Selling Canadian Artist[186]
- 2007 – World's Best Selling Pop Rock Female Artist[187]
- 2007 – World's Best-Selling Canadian Artist[187]
- 2014 – Candidatura come World's Best Entertainer of the Year[188]
- 2014 – Candidatura come World's Best Female Artist[188]
- 2014 – Candidatura come World's Best Live Act[188]
- 2014 – Candidatura come World's Best Album per Avril Lavigne[188]
- 2014 – Candidatura come World's Best Song per Here's to Never Growing Up[188]
- 2014 – Candidatura come World's Best Video per Here's to Never Growing Up[188]
- 2014 – Candidatura come World's Best Song per Let Me Go (ft. Chad Kroeger)[188]
- 2014 – Candidatura come World's Best Video per Let Me Go (ft. Chad Kroeger)[188]

## Zamu Music Awards
- 2003 – International Artist[189]

## Žebřík Music Awards
- 2002 – Candidatura come International Female Singer of the Year[190]
- 2002 – Candidatura come International Discovery of the Year[190]
- 2003 – Candidatura come International Female Singer of the Year[190]
- 2004 – Candidatura come International Female Singer of the Year[191]
- 2005 – Candidatura come International Female Singer of the Year[191]
- 2005 – Candidatura come International Personality of the Year[191]
- 2006 – Candidatura come International Female Singer of the Year[191]
- 2007 – International Female Singer of the Year[191]
- 2007 – Candidatura come International Album of the Year per The Best Damn Thing[191]
- 2007 – Candidatura come International Music DVD of the Year per The Best Damn Thing[191]
- 2007 – Candidatura come International Composition of the Year per Girlfriend[191]
- 2007 – International Video of the Year per Girlfriend[191]
- 2008 – Candidatura come International Female Singer of the Year[191]
- 2009 – Candidatura come International Female Singer of the Year[191]
- 2023 – Candidatura come Foreign Female Artist of the Year[192]
- 2023 – Candidatura come Foreign Album of the Year per Love Sux[192]
- 2023 – Candidatura come Foreign Video of the Year per I'm a Mess (feat. Yungblud)[192]

## Altri riconoscimenti

### Riconoscimenti diBillboard
- 2002 – 1ª posizione nella lista "The Greatest Pop Star By Year: Rookie of the Year"[193]
- 2003 – 2ª posizione nella lista "Female With Three Number One Singles from a Debut Album on the Billboard Top 40 Mainstream"[194]
- 2009 – 28ª posizione nella lista "Artists of the Decade"[195]
- 2023 – 225ª posizione nella lista "Best Pop Songs of All Time" per Sk8er Boi[196]
- 2025 – 47ª posizione nella lista "Top Artists of the 21st Century"[197]
- 2025 – 47ª posizione nella lista "Top Billboard 200 Albums of the 21st Century" per Let Go[198]

#### Year-End Artists Charts
- Lista "Billboard Year-End Top Artists"
  - 2007 – 8ª posizione[199]
  - 2011 – 34ª posizione[200]
  - 2013 – 86ª posizione[201]

### Riconoscimenti diRolling Stone
- 2009 – 4ª posizione nella lista "Readers' Top Albums of the Decade" per Let Go
- 2009 – 8ª posizione nella lista "Readers' Top Singles of the Decade" per Complicated
- 2023 – 22ª posizione nella lista "50 Best Canadian Musicians Of All Time"

### Riconoscimenti di altri editori
- Riconoscimenti di Allmusic
  - 2012 – Inclusa nella lista "Most Significant Post-grunge Songs of all Time" per He Wasn't[202]
  - 2012 – Inclusa nella lista "Most Significant Post-grunge Songs of all Time" per My Happy Ending[202]
  - 2012 – Inclusa nella lista "Most Significant Pop punk Songs of all Time" per Girlfriend[203]
- Riconoscimenti di Entertainment Weekly Magazine
  - 2002 – 1ª posizione nella lista "Hottest Debut Album of 2002" per Let Go[204]
- Riconoscimenti di Forbes
  - 2008 – 7ª posizione nella lista "Hollywood's Moguls In The Making"[205]
- Riconoscimenti di PopDust
  - 2013 – 1ª posizione nella lista "Today's Greatest Pop-Punkers"[206]
- Riconoscimenti di Rock and Roll Hall of Fame
  - 2007 – 162ª posizione nella lista "Time Pieces in History of Music Recording" per Let Go[207]
- Riconoscimenti di Spin
  - 2017 – 5ª posizione nella lista "The 21 Best Pop-Punk Choruses of the 21st Century" per Sk8er Boi[208]
- Riconoscimenti di VEVO
  - 2008 – 1ª posizione nella lista "First Video to reach 100 Million Views Online" per Girlfriend[209]
- Riconoscimenti di VH1
  - 2012 – 84ª posizione nella lista "The 100 Greatest Women In Music"[210]
  - 2013 – 71ª posizione nella lista "VH1's 100 Sexiest Artists"[211]